# Uromyias
Uromyias — рід горобцеподібних птахів родини тиранових (Tyrannidae). Представники цього роду мешкають в Південній Америці. Раніше їх відносили до роду Торилон (Anairetes), однак за результатами молекулярно-генетичного дослідження їх було переведено до відновленого роду Uromyias.

## Види
Виділяють шість видів:
- Торилон довгохвостий (Uromyias agilis)
- Торилон бурий (Uromyias agraphia)

## Етимологія
Наукова назва роду Uromyias походить від сполучення слів дав.-гр. ουρα — хвіст і лат. myias — мухоловка.